# داستان بدروم
داستان بدروم (به ترکی استانبولی: Bodrum Masalı) یک مجموعه تلویزیونی ترکی با بازی تیموچین اسن، شوال سام و مراد آیگن است. پخش این مجموعه از ۱۸ اوت ۲۰۱۶ از کانال د شروع و در ۱۸ ژوئن ۲۰۱۷ به پایان رسید.

## بازیگران و شخصیت‌ها
| بازیگران        | نقش‌ها  | قسمت‌ها | توضیحات |
| --------------- | ------ | ------ | ------- |
| تیموچین اسن     | فریالی | ۱–۴۲   |         |
| شوال سام        | ییلدیز | ۱–۴۲   |         |
| مراد آیگن       | اورن   | ۱–۴۲   |         |
| آلپرن دویماز    | آتش    | ۱–۴۲   |         |
| دیلان چیچک دنیز | سو     | ۱–۴۲   |         |
| حلمی جم اینتپه  | کلبک   | ۱–۴۲   |         |
| ازگی شنلر       | آسلی   | ۱–۴۲   |         |
| توپراک سالام    | گزیده  | ۱–۴۲   |         |
| سرهان اونات     | اوزای  | ۱–۴۲   |         |
| نجات ایشلر      | بورا   | ۲۲–۴۲  |         |
| بورا چنگیز      | جنک    | ۱–۱۹   |         |
| زهرا ییلماز     | رعنا   | ۱–۱۹   |         |
| سرلی یرلی       | آلارا  | ۱–۲۵   |         |
| کان چاکر        | جاهید  | ۱–۲۵   |         |
| ینر گورسوی      | گونانچ | ۱–۲۵   |         |

## انتشار
| فصل   | روز و ساعت پخش         | شروع فصل    | پایان فصل                 | تعداد قسمت‌های پخش شده | محدوه پخش | سال انتشار | کانال تلویزیونی |
| ----- | ---------------------- | ----------- | ------------------------- | --------------------- | --------- | ---------- | --------------- |
| فصل ۱ | پنجشنبه و یکشنبه ۲۰:۰۰ | ۱۸ اوت ۲۰۱۶ | ۱۸ ژوئن ۲۰۱۷ (آخرین قسمت) | ۴۲                    | ۱–۴۲      | ۲۰۱۶–۲۰۱۷  | کانال د         |

- توجه: این سریال پنجشنبه‌ها ساعت ۲۰:۰۰ از قسمت ۱ تا ۹ پخش می‌شود. از قسمت ۱۰ تا پایان فصل، قسمت ۴۲، یکشنبه ساعت ۲۰:۰۰ پخش شد.